# Anisopus efulensis
Anisopus efulensis là một loài thực vật có hoa trong họ La bố ma. Loài này được Nicholas Edward Brown mô tả khoa học đầu tiên năm 1896 dưới danh pháp Marsdenia efulensis. Năm 1994 D.J. Goyder chuyển nó sang chi Anisopus.
Loài này phân bố trong khu vực Tây và Tây Trung nhiệt đới châu Phi.